# Viterbo Porta Fiorentina
Viterbo Porta Fiorentina (wł. Stazione di Viterbo Porta Fiorentina) – stacja kolejowa w Viterbo, w prowincji Viterbo, w regionie Lacjum, we Włoszech. Jest stacją końcową linii FR3. Według klasyfikacji RFI ma kategorię srebrną. Na stacji są 3 perony, które obsługują połączenia pasażerskie.
Na stacji jest budynek, w którym mieści się poczekalnia, kasa, przechowalnia bagażu, toalety i bar.